# B2B
B2B (ang. business-to-business) – skrót pochodzący z języka angielskiego oznaczający transakcje pomiędzy dwoma lub więcej podmiotami gospodarczymi; określenie relacji występujących pomiędzy przedsiębiorstwami (w odróżnieniu od relacji pomiędzy przedsiębiorstwami i klientami indywidualnymi, określanymi jako B2C).

## Charakterystyka
Sieć producentów, hurtowników i dystrybutorów (stanowiących ogniwa w łańcuchu dostaw) może rozrosnąć się do bardzo dużych rozmiarów. Zarządzanie złożonym systemem dostaw można znacznie ułatwić przez automatyzację przepływu odpowiednich informacji oraz integrację danych o sprzedaży i terminach dostaw. Trzeba zauważyć, że ten łańcuch może być jeszcze dłuższy, np. prognozowanie, planowanie, zaopatrzenie, produkcja, magazynowanie, realizacja umów i kontraktów, sprzedaż, serwis itp. Im więcej procesów, tym większe możliwości ich usprawnienia poprzez zastosowanie technologii internetowych.
B2B obejmuje:
- przygotowanie ofert
- przygotowanie zamówień
- potwierdzania zamówień
- płatności
- realizację transakcji
- szukanie nowych ofert
- wystawianie dokumentów związanych z realizacją transakcji
- marketing.

## B2B pomiędzy firmami poprzez Internet
Podstawowe modele rynków elektronicznych występujących w handlu B2B to:
- Rynki horyzontalne – obejmujące zasięgiem swojej działalności różne sektory. Produkty i usługi sprzedawane poprzez rynki horyzontalne są zwykle dobrami nie związanymi bezpośrednio z produkcją (ang. indirect goods lub MRO). Platformy horyzontalne budowane są często przez międzynarodowe korporacje lub duże firmy związane z regionem geograficznym świata.

- Rynki wertykalne – handel odbywa się w ramach jednej branży (np. przemysł motoryzacyjny). Przedmiotem handlu na rynkach wertykalnych są głównie dobra związane bezpośrednio z produkcją (ang. direct goods).

Można również wyróżnić dwa podstawowe sposoby realizacji zakupów w handlu B2B:
- eProcurement – oznacza organizację procesu zaopatrzenia w oparciu o rozwiązania systemowe umożliwiające efektywną współpracę pomiędzy kupującym i jego dostawcami. Swoim zakresem funkcjonalnym e-Procurement obejmuje cały proces zaopatrzeniowy od zgłoszenia zapotrzebowania, aż po weryfikację płatności. Ma zastosowanie w całej organizacji i na wszystkich jej poziomach. Obieg dokumentów jest zautomatyzowany i odbywa się drogą elektroniczną.

- Model aukcyjno-przetargowy – jest to model służący do jednorazowego zakupu dóbr lub negocjowania warunków kontraktów obejmujących zakupy powtarzalne. W tym modelu transakcje sprzedaży odbywają się na zasadzie aukcji, tzn. wyboru najlepszej oferty spośród przedstawionych przez oferentów. Aukcja odbywa się w ściśle określonym przedziale czasu, a oferty mogą być na bieżąco modyfikowane przez oferentów w celu ich uatrakcyjnienia.